# シアタープロダクツ
シアタープロダクツ（THEATRE PRODUCTS）は、日本のファッションブランド、プレタポルテブランド。

## 概要
ファッションデザイナーの武内昭と中西妙佳、プレスプロデューサーの金森香によって2001年10月に設立した。デザイナーである武内昭と中西妙佳はともにエスモードジャポンの卒業生。2013AWより、森田美和（旧姓藤原美和）がデザイナーに就任。現在は、ディレクターの武内昭とともにメインデザイナーを務める。
「ファッションがあれば世界は劇場になる」をブランドコンセプトとし、エンターテイニングでパフォーマンスの強いプレゼンテーションが特徴。服の製作から販売までの全過程を「演出」と捉え、服そのものから着る人の時間・空間までもプロデュースすることに拘る。
2006年よりユニクロとのコラボレートアイテム（デザイナーズ・インビテーション・プロジェクト）を発表。

## 店舗
- 東京都 - 表参道本店
- 東京都 - 新宿伊勢丹店

### かつて存在した店舗
- 大阪府 - 阪急うめだ本店（2018年2月27日閉店）[4]
- 大阪府 - オムニバス(ルクアイーレ)（2018年2月28日閉店）[4]